# Arroio Rincão

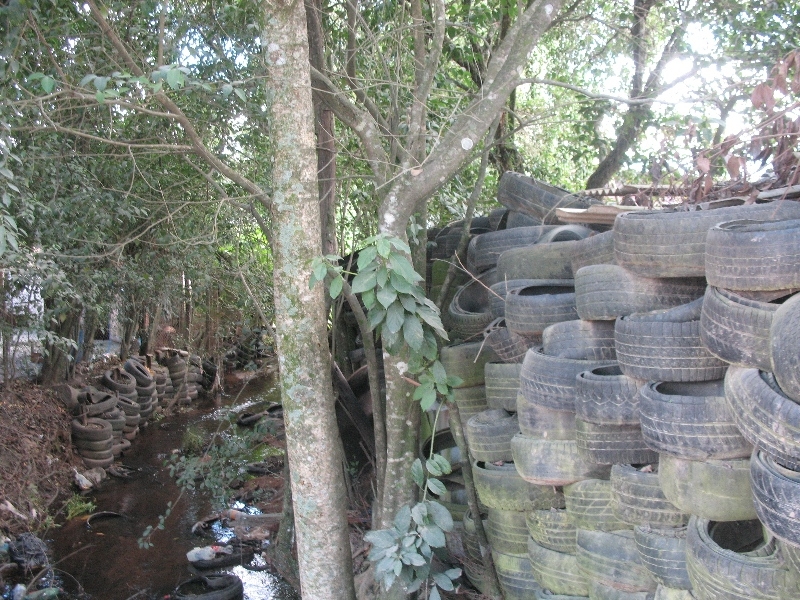
Pneus empilhados para evitar desmoronamentos de moradias.

O Arroio Rincão é um arroio localizado na cidade brasileira de Porto Alegre. Faz parte da Bacia Hidrográfica do Arroio do Salso, a maior bacia em extensão do Município, sendo um dos afluentes do Salso.

## Problemas ambientais
Como a maioria dos arroios da cidade, o Rincão sofre com a urbanização irregular e sem planejamento.

## Galeria das nascentes

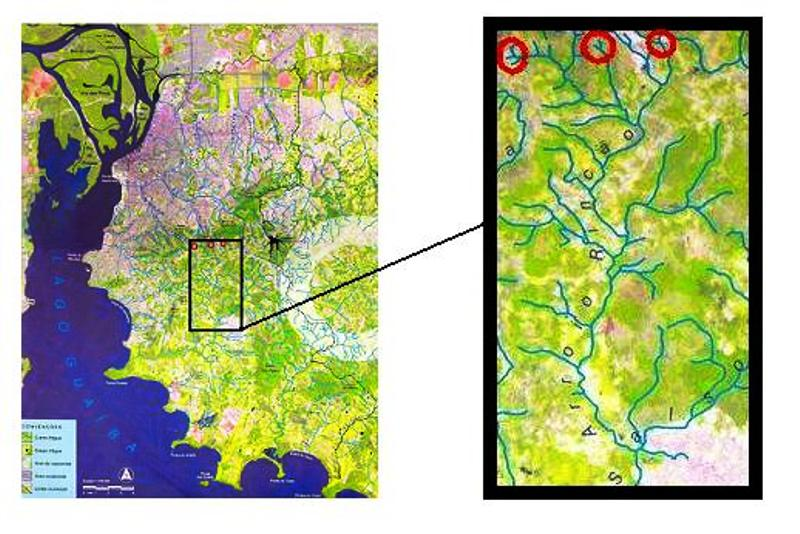
Mapa do Arroio Rincão e de suas nascentes.
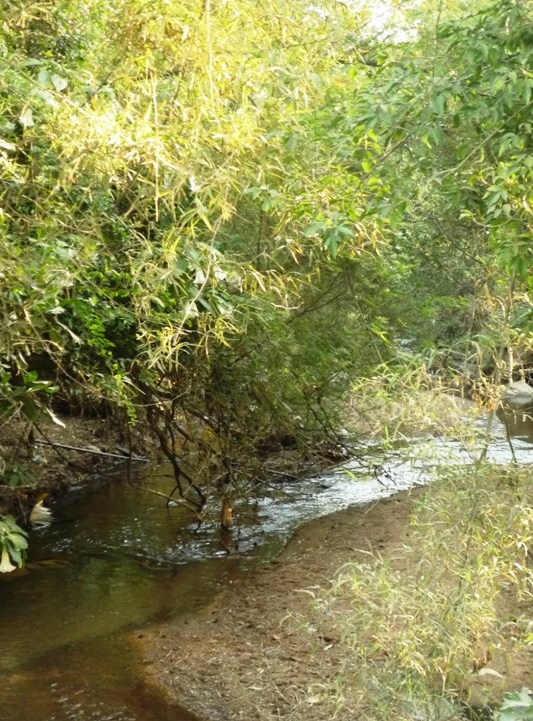
Nascente do Parque Belém.
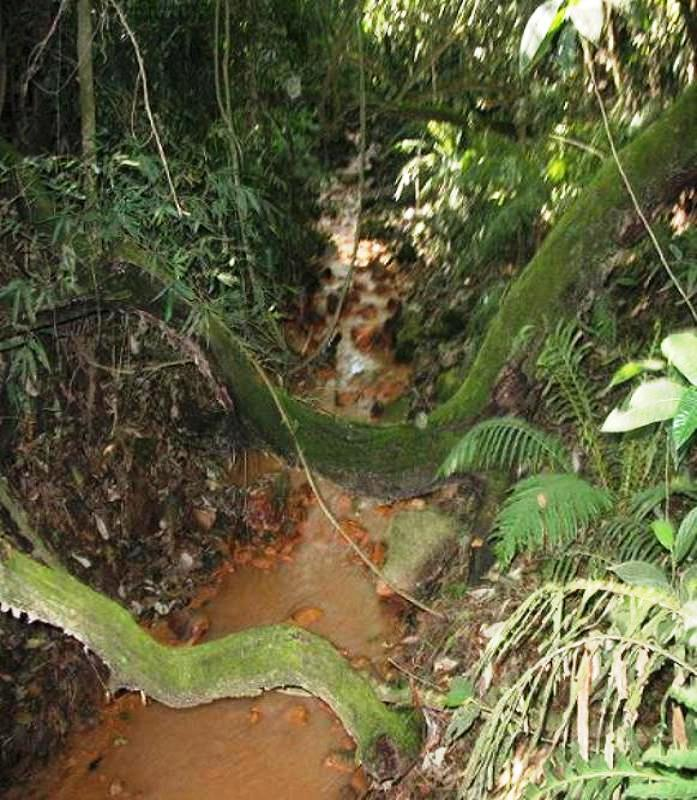
Nascente da Pedreira.
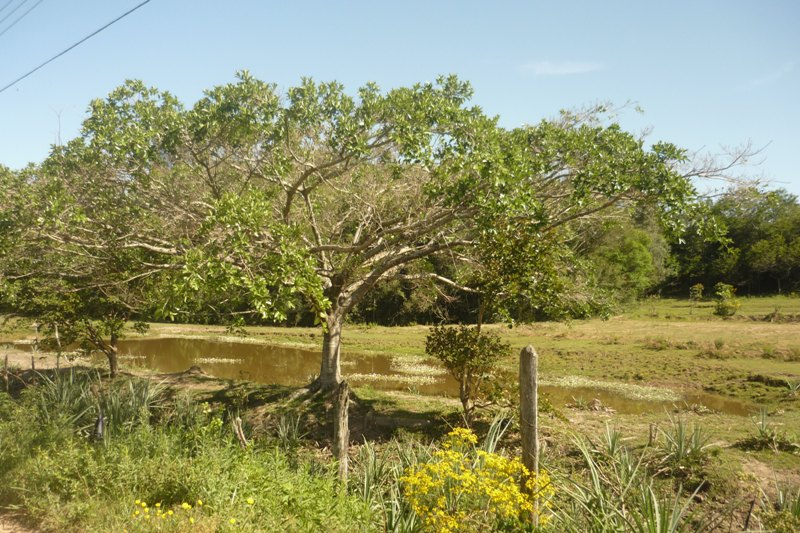
Nascente da Figueira.